# CHIEF〜警視庁IR分析室〜
『CHIEF〜警視庁IR分析室〜』（チーフ けいしちょうアイアールぶんせきしつ）は、2018年4月15日にテレビ朝日系『日曜プライム』（21時 - 23時5分）で放送された刑事ドラマ。主演は沢村一樹。視聴率は9.8%（ビデオリサーチ調べ、関東地区・世帯・リアルタイム）。

## 登場人物

### 警視庁IR分析室
武器にも身を守る手段にもなりうる防犯カメラやGPS追跡装置などの“情報ツール”を駆使して5人それぞれが独自の捜査を進める部署。
深町功太郎
演 - 沢村一樹
主任。元警視庁捜査一課のエース刑事。
泉本乃梨子
演 - 伊藤歩
刑事。深町の部下で“バディ”。
加治武男
演 - 尾美としのり
刑事。
浅倉香澄
演 - 小林涼子
分析担当。
稲見彰
演 - 永瀬匡
刑事。加治の“バディ”。

### その他
- 新田幸彦（警視庁捜査一課長） - 升毅
- 中谷明日香（旧姓：若林・5年前静岡で「鈴木千春」を名乗り小田切と結婚した女性） - 前田亜季（少女期：飯尾夢奏[6]）
- 長峰卓也（内閣総理大臣補佐官） - 菅原大吉
- 山崎誠（警視庁捜査一課 管理官） - 河西健司
- 小田切直人（タクシー運転手・元静岡の弁当屋 経営者） - 宮川一朗太
- 鈴木千春（旅行会社「アジアンツーリスト」元社員） - 吉井怜（少女期：小竹結梨[7]）
- 東金太吉（東金建設 社長） - 山田明郷
- 迫田純一（迫田総建 社長） - 天宮良
- 八木沼修（旅行会社「アジアンツーリスト」社員） - 工藤俊作
- 若林章弘（明日香の父・5年前 ベトナムで自殺） - 難波圭一
- 森島大輝（警視庁捜査一課 刑事・加治の後輩） - 浜田学
- 西村剛（警視庁捜査一課 刑事） - 吉永秀平
- 小さい頃の明日香のクラスメイトの母親 - 田中綾子
- 工藤健吾（警視庁捜査一課 刑事） - 中薗光博
- 中谷圭介（現在の明日香の夫） - 金重陽平
- 加藤（旅行会社「アジアンツーリスト」社員） - かとうあつき
- ベトナムの若林章弘と同じアパートに住んでいた自治会の女性 - ルビー・モレノ[8]
- 小田切が経営していた弁当屋の元従業員 - 西慶子
- 樋口麻友（静岡のガソリンスタンド 従業員・小田切が経営していた弁当屋の元従業員） - 花奈澪[9]
- グエン・ディック・ルアン（東金建設 作業員・ベトナム人） - 田中夏海
- 野崎辰平（静岡県警 警察官） - 西岡秀記
- 児童養護施設「さくら寮」寮長 - 五味多恵子
- タオ（ルアンの妹・ベトナムの元ホステス・5年前死亡） - 野田美桜[10]
- ヴァン・ビン（ルアンの知り合い） - フェルナンデス直行
- 若林（明日香の母・章弘の妻・故人） - 尾崎舞
- 宝石強盗で手配中の女 - 橘知衣代

## スタッフ
- 脚本 - 大川俊道
- 音楽 - 吉川清之
- 監督 - 和泉聖治
- プロデューサー - 松本基弘（テレビ朝日）、大川武宏（テレビ朝日）、丸山真哉（東映）、井元隆佑（東映）
- 制作 - テレビ朝日、東映